# والت دیزنی
والتِر اِلیاس دیزنی (انگلیسی: Walter Elias Disney؛ ۵ دسامبر ۱۹۰۱ – ۱۵ دسامبر ۱۹۶۶) پویانما، تهیه‌کننده فیلم، صداپیشه و کارآفرین آمریکایی بود. او که یکی از پیشگامان صنعت پویانمایی آمریکا بود، تحولات متعددی را در تولید کارتون‌ها به وجود آورد. او به‌عنوان تهیه‌کننده فیلم، رکورد دریافت بیشترین جوایز اسکار (۲۲ جایزه) و نامزدی این جایزه (۵۹ نامزدی) را در اختیار دارد. دو جایزه دستاورد ویژه گلدن گلوب و یک جایزه امی از دیگر افتخارات او هستند. چند فیلم او از سوی کتابخانه کنگره در فهرست ملی ثبت فیلم ثبت شده است و همچنین از سوی انستیتوی فیلم آمریکا به‌عنوان یکی از بهترین فیلم‌های تاریخ معرفی شده‌اند. دیزنی نخستین کسی بود که در شش رشتهٔ مختلف نامزد جوایز اسکار شد.
دیزنی در سال ۱۹۰۱ در شیکاگو متولد شد. او از همان ابتدا به طراحی علاقه‌مند بود. او در دوران کودکی در کلاس‌های هنری شرکت کرد و در سن ۱۸ سالگی به عنوان یک تصویرگر تجاری مشغول به کار شد. او در اوایل دهه ۱۹۲۰ به کالیفرنیا نقل مکان کرد و استودیوی برادران دیزنی را به همراه برادرش روی، راه‌اندازی کرد. او با آب آیورکس، شخصیت میکی ماوس را در سال ۱۹۲۸ ساخت که نخستین موفقیت بزرگ او بود. او همچنین صداپیشهٔ میکی ماوس بود. با رشد استودیو، او ماجراجوتر شد و صدای همگام، تکنی کالر سه‌نواری تمام رنگی، کارتون‌های بلند و پیشرفت‌های فنی در دوربین‌ها را معرفی کرد. نتایجی که در فیلم‌هایی مانند سفید برفی و هفت کوتوله (۱۹۳۷)، پینوکیو، فانتزیا (هر دو ۱۹۴۰)، دامبو (۱۹۴۱) و بامبی (۱۹۴۲) دیده می‌شود، باعث پیشرفت فیلم‌های انیمیشن شد. پس از جنگ جهانی دوم، انیمیشن‌های جدید و فیلم‌های لایو اکشن از جمله سیندرلا (۱۹۵۰)، زیبای خفته (۱۹۵۹) و مری پاپینز (۱۹۶۴) که از نظر انتقادی موفق بودند، ساخته شدند که آخرین آن‌ها پنج جایزهٔ اسکار دریافت کرد.
در دههٔ ۱۹۵۰، فعالیت دیزنی به صنعت شهربازی گسترش یافت و در ژوئیه ۱۹۵۵ دیزنی لند را در آناهیمِ کالیفرنیا افتتاح کرد. برای تأمین مالی این پروژه، او به برنامه‌های تلویزیونی، مانند دیزنی‌لند و کلوپ میکی موس تنوع داد. او همچنین در برنامه‌ریزی نمایشگاه ۱۹۵۹ مسکو، بازی‌های المپیک زمستانی ۱۹۶۰ و نمایشگاه جهانی نیویورک ۱۹۶۴ شرکت داشت. در سال ۱۹۶۵، او توسعهٔ یک پارک موضوعی دیگر به نام دنیای دیزنی را آغاز کرد که نوع جدیدی از شهربازی‌ها بود. دیزنی در طول زندگی خود به شدت سیگاری بود و در دسامبر ۱۹۶۶ قبل از تکمیل پارک یا پروژه EPCOT بر اثر سرطان ریه درگذشت.
دیزنی در خلوت مردی خجالتی بود اما شخصیت عمومی صمیمی و گرمی داشت. او استانداردهای بالایی داشت و از کسانی که با آن‌ها کار می‌کرد انتظارات بالایی داشت. اگرچه اتهاماتی مبنی بر نژادپرستی یا یهودستیز بودن او وجود داشته است، اما بسیاری از کسانی که او را می‌شناختند با این اتهامات مخالفت کرده‌اند. او همچنان یک چهره مهم در تاریخ انیمیشن و در تاریخ فرهنگی ایالات متحده است، تا جایی که او یک نماد فرهنگی ملی در نظر گرفته می‌شود. نمایش و اقتباس آثار سینمایی او همچنان ادامه دارد و پارک‌های موضوعی دیزنی از نظر اندازه و تعداد برای جذب بازدیدکنندگان در چندین کشور افزایش یافته است.

## ۱۹۰۱–۱۹۳۷: سال‌های آغازین

### کودکی او

والدین والت، الیاس و فلورا (کال) دیزنی

دیزنی در ۵ دسامبر ۱۹۰۱ در خیابان استریپ در منطقهٔ هرموسای شیکاگو، ایلینوی نزد پدر ایرلندی‌کانادایی‌اش الیاس دیزنی و فلورا دیزنی که آلمانی و انگلیسی‌تبار بود چشم به جهان گشود. جد پدری او، آروندل الیاس دیزنی، از گوران واقع در شهرستان کیلکنیِ ایرلند، جایی که او در سال ۱۸۰۱ متولد شده بود مهاجرت کرده بود. آروندل دیزنی یکی از نوادگان یک فرانسوی است به نام رابرت دیزنی (Robert d'Isigny)، که با ویلیامِ فاتح در سال ۱۰۶۶ به انگلستان سفر کرده بود. خانواده‌اش با d'Isigny anglicized که با نام دیزنی شناخته می‌شود، ساکن یک روستا که هم‌اکنون نورتون دیزنی شناخته شده است در جنوب شهر لینکلن، واقع در شهرستان لینکلن‌شر بودند.
در سال ۱۸۷۸، پدر دیزنی، الیاس، از شهرستان هورن در استان انتاریوی کشورکانادا، به ایالات متحده نقل مکان کرد. او در ابتدا قبل از اینکه در یک مزرعه با پدر و مادر خویش در نزدیکی الیس، کانزاس مستقر شود، تا سال ۱۸۸۴ در کالیفرنیا به دنبال طلا بود. الیاس برای راه‌آهن صنف اقیانوس آرام کار می‌کرد و و با فلورا کال در ۱ ژانویه ۱۸۸۸، در آکرون، فلوریدا، که تنها در ۴۰ مایلی شمال جایی که دنیای والت دیزنی در نهایت توسعه یافت، بود، ازدواج کرد. خانواده در سال ۱۸۹۰ به ایلی‌نویِ شیکاگو، زادگاه برادر الیاس، رابرت نقل مکان کردند که او به الیاس، برای دوران کودکی والت کمک مالی کرد. در سال ۱۹۰۶، زمانی که والت ۴ ساله بود، خانواده‌اش به یک مزرعه در مارسلین، میسوری، جایی که برادرش روی به‌تازگی یک زمین کشاورزی خریده بود نقل مکان می‌کنند. در مارسلین، به عشق خودش یعنی طراحی برای یکی از همسایگان خانواده‌اش که یک دکتر بازنشسته به نام «داک» شروود است می‌پردازد. او به دیزنی پولی می‌دهد تا از روی اسب شروود، روپرت نقاشی بکشد. علاقه او به قطار در مارسلین گسترش یافت. والت قصد داشت گوش خود را روی ریل قطار قرار دهد تا صدای آمدن قطار را بشنود و سعی کند عمویش، مهندس مایکل مارتین را پیدا کند تا قطار را هدایت کند.

## بیماری و مرگ
دیزنی از دوران جنگ جهانی اول به شدت سیگار می‌کشید. او از سیگار با فیلتر استفاده نمی‌کرد و در جوانی پیپ می‌کشید. در اوایل نوامبر ۱۹۶۶، او به سرطان ریه مبتلا شد و تحت کبالت‌درمانی قرار گرفت. در ۳۰ نوامبر، او احساس ناخوشی کرد و با آمبولانس از خانه‌اش به بیمارستان سنت جوزف منتقل شد که در ۱۵ دسامبر، در ۶۵ سالگی، بر اثر فروپاشی گردش خون ناشی از سرطان در همان بیمارستان درگذشت. جسد او دو روز بعد سوزانده شد و خاکسترش در پارک یادبود فارست لان در گلندیل، کالیفرنیا دفن شد.

## والت دیزنی و ایران
والت دیزنی در سال ۱۳۴۱ برای رضا پهلوی کتاب سیندرلا نوشتهٔ خودش را تقدیم به او کرد. این کتاب در کاخ نیاوران در بخش کتابخانه کاخ است.

## اثرها
- ۲۲ فیلم پویانمایی بلند
- ۴۹۳ فیلم کارتونی کوتاه
- ۴۷ فیلم پویانمایی آمیخته با تصاویر سینمایی
- ۴۷ فیلم بر پایه واقعیت
- ۳۳۰ ساعت برنامه تلویزیونی باشگاه میکی‌ماوس

## افتخارات
- سال ۱۹۳۹ جایزه افتخاری اسکار
- در سال ۱۹۵۴ چهار جایزه اسکار
- برنده ۲۲ جایزه اسکار
- جایزه بنیاد آزادی
- مدال آزادی از دست جانسون رئیس‌جمهور آمریکا
- برنده جایزه دستاورد ویژه گلدن گلوب - ۱۹۴۷
- برنده بهترین فیلمبرداری - رنگی در گلدن گلوب برای فیلم ماجراهای ایکابد و آقای وزغ - ۱۹۴۹